# Russellville (Arkansas)
Russellville é uma cidade localizada no estado americano de Arkansas, no Condado de Pope.

## Demografia
Segundo o censo americano de 2000, a sua população era de 23.682 habitantes.
Em 2006, foi estimada uma população de 26.014, um aumento de 2332 (9.8%).

## Geografia
De acordo com o United States Census Bureau, a localidade tem uma área de 67,3 km², dos quais 67,2 km² cobertos por terra e 0,1 km² cobertos por água.

## Localidades na vizinhança
O diagrama seguinte representa as localidades num raio de 24 km ao redor de Russellville.